# إليك ماركس
إليك ماركس (10 ديسمبر 1910 في أستراليا - 28 يوليو 1983) (بالإنجليزية: Alec Marks)‏ هو لاعب كريكت أسترالي.

## وصلات خارجية
- إليك ماركس على موقع إي آس بي آن كريك إنفو (الإنجليزية)